# Danmarks herrlandslag i bandy
Danmarks herrlandslag i bandy representerar Danmark i bandy på herrsidan. Det är oklart när världsmästerskapsdebuten kommer att ske.

## Nordiska spelen
1917 deltog Dansk Bandy Union i Nordiska spelen och kom på en fjärdeplats av sex lag. Första matchen förlorade man med 0-13 mot Stockholm, i bronsmatchen som spelades mot Västmanland förlorade man med 0-16. 1922 var Danmark också inbjudna, trots att bandyvädret var bra det året i Danmark så avstod man ifrån att ställa upp. 